# Bundesstraße 180
Pour les articles homonymes, voir Route 180.
La Bundesstraße 180 est une Bundesstraße des Länder de Saxe, de Saxe-Anhalt et de Thuringe.

## Géographie

### Saxe-Anhalt
La Bundesstraße 180 traverse la région de Saxe-Anhalt par la Magdeburger Börde, l'est du Harz agricole et les régions viticoles de Saale et d'Unstrut dans le parc naturel de Saale-Unstrut-Triasland.
La route commence au rond-point Rittertor à Wanzleben. Elle franchit la Sarre. Elle traverse l'arrondissement du Salzland du nord au sud. Elle contourne Hettstedt par une voie construite en 2009. Vient plus tard le contournement de 16 km de Lutherstadt Eisleben. Dans l'arrondissement du Burgenland, après Gleina, la route quitte le plateau de Querfurt pour rejoindre la vallée de l'Unstrut. La ville de Freyburg est contournée par la nouvelle voie de contournement et, avec la Bundesstraße 176, elle franchit l'Unstrut. Après Roßbach, elle franchit la Saale. 
Dans Naumbourg, la route traverse d’abord la ligne de Halle à Bebra, passe devant le tribunal régional supérieur de Naumbourg au sud jusqu'au centre-ville, où elle rencontre les Bundesstraßen 88 et 87. Enfin elle passe près de la cathédrale de Naumbourg, puis quitte la ville.

### Thuringe
La partie thuringienne de la Bundesstraße 180 est la plus courte des 3 parties. Elle traverse également, comme la Saxe-Anhalt, presque continuellement à travers des champs. Elle traverse simplement l'arrondissement du Pays-d'Altenbourg. Elle contourne Altenbourg et dessert l'aéroport de Leipzig-Altenbourg.

### Saxe
Dans la Saxe, la Bundesstraße 180 traverse les Monts Métallifères et va vers Chemnitz.

## Source
- (de) Cet article est partiellement ou en totalité issu de l’article de Wikipédia en allemand intitulé « Bundesstraße 180 » (voir la liste des auteurs).

1. ↑  (de) « Die Bundes- und Reichsstraßen in Deutschland - Nr. 166 bis 327 » [archive du 18 février 2009], sur home.arcor.de (consulté le 16 juillet 2025)